# 伏尾温泉
伏尾温泉（ふしおおんせん）は、大阪府池田市伏尾町にある温泉。

## 泉質
- 単純放射能泉（天然ラジウム泉）

## 温泉街
「伏尾温泉 不死王閣」として知られている。客室数は70。
北摂山系の五月山より余野川沿いに北上した川岸に位置する一軒宿の温泉である。大阪市内から車で30分の“大阪の奥座敷”というキャッチコピーがある。五月山は桜や紅葉の名所として有名であり、四季折々の景色を温泉周辺でも楽しむことができる。
建物は鉄筋8階建てで、和室や洋室などの客室の他、多目的ホール、ゲームコーナー、会議室などがある。浴場は4階にあり、男女同じ造りになっている。温泉は天然ラジウム泉。ぼたん鍋が食べられるプランがある。

## 歴史
1933年(昭和8年)に不死王閣が創業し、1967年（昭和42年）に行ったボーリングにより湧出する。源泉は2箇所。
温泉は「衣掛けの湯」という名で呼ばれ、男湯はくれは、女湯はあやはと名付けられている。これは五月山の頂上付近にあったとされる衣懸松(きぬかけのまつ)にまつわる故事に由来している。
現在、不死王閣は、その敷地の広さから観光バスの受け入れも可能ということもあり、団体客の利用が多い。また2003年からは0泊2食の日帰りプランを導入しており、日曜を中心に利用があるという。インバウンド増大に伴い、外国客の受け入れも積極的に行っている。高校野球シーズンの春・夏には、複数の甲子園出場校の宿泊旅館として、利用されている。

## アクセス
- 阪急宝塚本線池田駅より阪急バス伏尾停留所下車すぐ。もしくは吉田橋停留所下車後、徒歩5分。

その他、池田駅より無料送迎バスが運行されている。